# William Tierney Clark

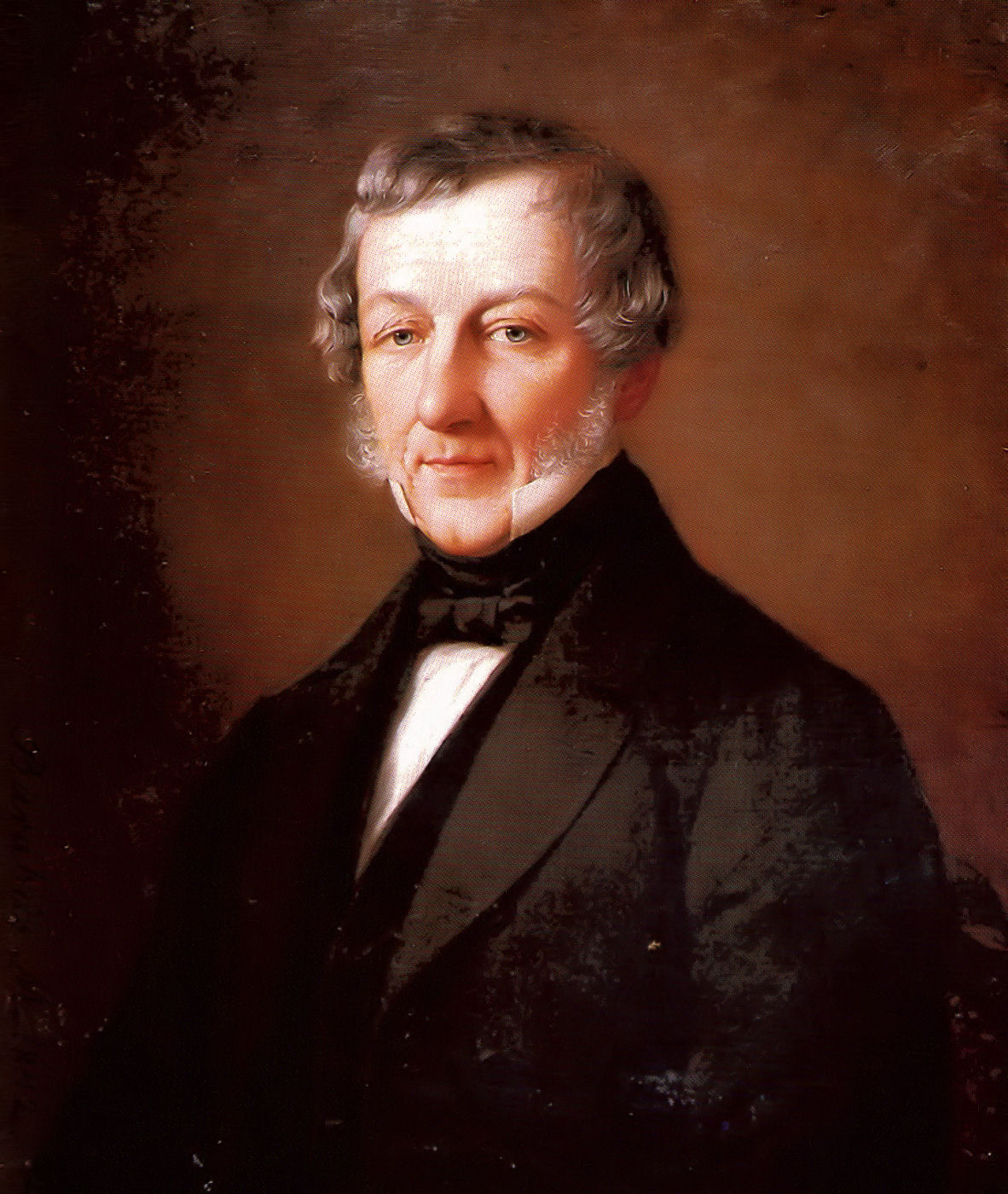
William Tierney Clark

William Tierney Clark (* 23. August 1783 in Bristol; † 22. September 1852 in Hammersmith, London, Vereinigtes Königreich) war ein englischer Brückenbau-Ingenieur, der durch seine Kettenbrücken Anerkennung erwarb und durch die Széchenyi-Kettenbrücke in Budapest berühmt wurde.

## Leben und Leistungen
William Tierney Clark, dessen Vater früh verstorben war, fand nach einer Lehre als Maschinenbauer eine Anstellung in den Coalbrookdale Ironworks, den von der Familie Abraham Darby aufgebauten Eisenhüttenwerken, die nach dem Bau der Iron Bridge unter anderem mit der Herstellung von Bauteilen für die Brücken von Thomas Telford befasst waren. Die dort erworbenen Kenntnisse in der Herstellung von Gusseisen und Schmiedeeisen führten ihn 1808 zu einem Unternehmen in London und, auf Empfehlung von John Rennie, 1811 zu den West Middlesex Waterworks. Er erhöhte deren Leistungsfähigkeit erheblich, installierte Reservoirs sowie eine Wasserleitung unter der Themse hindurch nach Hammersmith. Mit Zustimmung seines Arbeitgebers nahm er eine Tätigkeit als selbständiger Ingenieur auf, zunächst am Bau des Thames and Medway Canal. 1824 begann er mit der Planung der Hammersmith Bridge, die 1827 fertiggestellt wurde. Zwischen 1829 und 1832 baute er die Marlow Bridge über die Themse und anschließend die Norfolk Bridge, eine Hängebrücke in Shoreham-by-Sea, die 1923 ersetzt wurde.
Clarks bedeutendstes Werk war die von 1839 bis 1849 gebaute Széchenyi-Kettenbrücke über die Donau, mit der die damals noch selbständigen Städte Buda und Pest verbunden wurden. Als Anerkennung seiner Leistung ließ ihm Kaiser Franz Joseph I. eine mit Brillanten verzierte goldene Schnupftabakdose überreichen.
1845 erstellte er außerdem die Pläne für eine Hängebrücke über die Newa, was Zar Nikolaus I. mit einer Goldmedaille anerkannte.
Clark wurde 1823 Mitglied der Institution of Civil Engineers (ICE) und 1837 Mitglied der Royal Society.

## Schriften
- An Account, with illustrations, of the Suspension Bridge across the River Danube. John Weale, London 1852–53. Digitalisat auf Google Books